# Kick Buttowski: Siêu liều ngoại ô
Kick Buttowski: Siêu liều ngoại ô là một bộ phim hoạt hình truyền hình Mỹ được sản xuất và điều hành bởi nhà làm phim hoạt hình Sandro Corsaro, kể về một cậu bé tên Clarence Francis "Kick" Buttowski (Charlie Schlatter), người khao khát trở thành kẻ liều mạng vĩ đại nhất thế giới. Nó trở thành loạt phim gốc thứ tư của Disney XD và là loạt phim hoạt hình đầu tiên như vậy. Chương trình được công chiếu vào ngày 13 tháng 2 năm 2010, với hai tập phát sóng vào ngày đầu tiên. Ngoài ra, bộ phim được công chiếu trên Disney Channel Asia vào ngày 28 tháng 5 năm 2010. Có hai phân đoạn dài 11 phút cho mỗi chương trình. Chương trình sử dụng phần mềm Toon Boom Animation. Ngoài ra còn có một số yếu tố hoạt hình 3D. Nhiều nhân vật và tình huống được dựa trên thời thơ ấu của Corsaro lớn lên ở Stoneham, Massachusetts.

## Nhân vật
"Thử thách lớn của chúng tôi là tìm ra tiếng nói cho nhân vật có thể duy trì rất nhiều câu chuyện, qua nhiều tập phim," Coleman giải thích. "Chúng tôi muốn xem xét các nhân vật vượt xa một chương trình truyền hình, như một nhân vật mới trong bộ phim kinh điển của các nhân vật Disney và tìm sự cân bằng giữa hài kịch và hành động. Một trong những điều mà chúng tôi rất hào hứng là thực tế là nó hoàn toàn thương hiệu phù hợp với chúng tôi. Đó là một tác phẩm tuyệt vời cho chương trình ăn khách của chúng tôi Phineas và Ferb, và có một số chủ đề cơ bản tương tự về tình bạn và quyết tâm.

Nguồn: Animation Magazine

### Chính
- Clarence Francis "Kick" Buttowski: Nhân vật chính, một tài tử 10 tuổi, tìm kiếm cảm giác mạnh thường liều lĩnh liều lĩnh. Mục tiêu chính của anh ấy trong cuộc sống là ôm ấp mỗi ngày như thể đó là "bộ phim hành động" của riêng anh ấy. Anh ta khá lùn và mặc một bộ trang phục táo bạo đặc trưng; bộ đồ liền thân màu trắng có sọc đỏ xuống tay áo, mũ bảo hiểm màu trắng có sọc đỏ, đôi ủng và găng tay màu vàng. Một số câu khẩu hiệu đáng chú ý khác của anh ấy là "Đó là thời gian hiển thị", "Thất bại? Tôi không thất bại", "Aw, bánh quy", "Đó là một con chuột" và "Chimi-changa". Anh là con giữa trong gia đình. Tên đệm của anh ấy đã được công bố trong "Thứ hạng tuyệt vời", như một tham chiếu đến tên ban đầu của anh ấy, Francis Little. Anh được anh trai của mình, Brad Buttowski, người thường gọi anh là "dillweed". Anh có 3 đối thủ truyền kiếp: Kendall Perkins, Ronaldo và Gordie Gibble. Nó được thể hiện trong một số tập nhất định rằng Kick có thể thực sự thích Kendall, chẳng hạn như trong "Dancing With the Enemy", trong đó anh ta khen cô là "thanh lịch" ở cuối điệu nhảy của họ, trong "Hand in Hand" trong đó anh ta khen ngợi, tán tỉnh với cô ấy và sau đó đỏ mặt khi họ không bị cản trở và trong "Rocked", trong đó Kendall xuất hiện như một người phụ nữ xinh đẹp trong giấc mơ của Kick. Cũng ở phần cuối của "Bị giam giữ" cho thấy Kendall đã viết bằng cây bút màu hồng yêu thích của mình "I ♥ K.B." trên một tủ khóa (K.B = Kick Buttowski, không biết anh ta có nhìn thấy điều này trước khi nó bị xóa không). Sinh nhật của anh ấy là ngày 22 tháng 2. Đôi mắt anh ấy màu xanh theo "Những người cắm trại?". Điều đó cho thấy anh ta là một thần đồng ở môn bóng bàn (Như đã thấy trong "Cách cư xử bàn xấu"). Kick thuận tay trái, như thể hiện trong "For The Love Of Gunther" và "Morning Rush". Anh có 1 chiếc ván trượt xanh lam (Ol' Blue) và 1 cái xe trượt tuyết xanh lam (Blue Lightning - Tia chớp xanh).
- Gunther Magnuson: Người bạn tốt nhất và điều phối viên đóng thế 12 tuổi của Kick, người thừa cân, lo lắng rất nhiều, và dễ bị phân tâm bởi các vật thể sáng bóng. Nó cũng cho thấy Gunther có thể huýt sáo rất tốt. Gunther, không giống như Kick, không thích sống ở rìa, và có thể uống một lượng Cheetah Chug rất lớn mà không bị bệnh. Anh ấy là người gốc Bắc Âu. Anh ta mặc quần short màu xanh và áo có mũ màu đỏ và thứ có vẻ là Crocs (dép) màu cam. Trong "For The Love Of Gunther", anh đã phải lòng Jackie Wackerman. Anh ta được chứng minh là yêu một con rối tên Lady La La trong "Kyle Be Back".
- Bradley "Brad" Buttowski: Anh trai của Kick. Anh ta bắt nạt và lăng mạ Kick, và chịu trách nhiệm khi bố mẹ họ đi vắng. Brad cũng có vệ sinh cá nhân rất kém và nghĩ rằng anh ấy nổi tiếng. Cụm từ yêu thích của anh ấy là "Dill weed", mà anh ấy dùng để chỉ Kick và "Yeah, Brad" là cụm từ bắt chước của anh ấy. Điểm yếu: nước máy

### Định kỳ
- Brianna Buttowski: Em gái hư hỏng của Kick. Cô chủ yếu được biết đến là một "cô gái chuyên trang". Là người trẻ nhất, cô ấy thường hiểu theo cách của mình, (điều này được thể hiện chủ yếu trong "Clean... to the Extreme") "Tôi muốn...". Khi không tham gia các cuộc thi sắc đẹp, cô thích làm phiền anh trai Kick, giữ bất cứ thứ gì có giá trị với anh ta, như ngũ cốc và xe ba bánh yêu thích của anh ta. Tuy nhiên, không giống như anh trai Brad của họ, cô ấy dường như rất tôn trọng Kick và có thể không thích Brad. Chương trình yêu thích của cô ấy là Teena Đôi khi, đó là lý do tại sao cô ấy luôn ăn mặc giống cô ấy.
- Honey Buttowski: Mẹ của Kick. Cô không thường xuyên ở nhà, khi cô và chồng đưa con gái Brianna đi thi các cuộc thi sắc đẹp. Cô ấy rất quan tâm và bảo vệ Kick nhưng mặc dù cô ấy thường lo lắng cho anh ấy, cô ấy thừa nhận bản tính táo bạo của anh ấy, đôi khi còn giúp anh ấy đóng thế. Trong "Kickin 'Genes" tiết lộ rằng cô đã từng là một tay đua liều lĩnh và lái tàu cao tốc nổi tiếng có tên là "Honey Splash". Nó cũng cho thấy rằng cô là người đã tặng Kick bộ jumpsuit trắng thương hiệu của anh ấy như một món quà, để cho anh ấy thấy cô ấy ủng hộ anh ấy nhiều như thế nào.
- Harold Buttowski: Người cha quá khích và thần kinh của Kick. Anh ta thường vui vẻ và dễ tính nhưng cũng rất hậu môn về những nguồn nguy hiểm có thể xảy ra. Anh ta cũng có một tình yêu không lành mạnh với 1979 AMC Pacer Wagon, gọi đó là "Monique" và vợ anh ta cũng làm như vậy bằng cách gọi chiếc xe của cô là "Antonio". Trong "Cha từ sự thật" Kick đã bối rối về cha mình, vì cho rằng ông quá khập khiễng vì "Đưa cha đến trường". Kick sau đó cố gắng làm cho anh ta ngầu hơn nhưng thất bại thảm hại dẫn đến việc Kick bí mật thay thế cha của anh với Wade ở trường. Anh ta có vẻ thích thư mở đầu. Anh ấy (như thể hiện trong "Bad Table Manners") là một bậc thầy về bóng bàn khi anh ấy lớn lên. Harold và vợ đang ở độ tuổi cuối 30 đến đầu 40.
- Bí mật Spy mông: Ông của Kick. Anh ta là một điệp viên đã theo dõi một vị tướng quân đội để đánh bại và ngăn chặn kế hoạch xấu xa của anh ta trong "Truth or Daredevil". Vị tướng độc ác trông giống Brad.
- Wade: Một nhân viên trạm xăng là bạn của Kick. Trong "Stumped", Wade cung cấp Kick với Cheetah Chug, với hy vọng tìm được chìa khóa. Chìa khóa là một vé miễn phí cho Kick để xem ngôi sao xe tải quái vật yêu thích của anh ấy, Billy Stumps. Anh ấy ở độ tuổi 20. Anh gọi Kick là "danger dude"(anh bạn nguy hi và Gunther là "wingman"(người hỗ trợ).
- Billy Stumps: Một kẻ liều lĩnh cực kỳ nổi tiếng và là một trong những thần tượng của Kick. Anh ta bị mất tay trái (đó là lý do tại sao anh ta được gọi là "Stumps"), và không biết tại sao, có lẽ là từ một trong những pha nguy hiểm của anh ta. Anh ta xuất hiện như một khách mời trong một tấm áp phích ở cửa Kick. Anh ấy đã giúp truyền cảm hứng lại cho Kick thực hiện các pha nguy hiểm khi anh ấy bị mất mũ bảo hiểm (nhờ một cuộc gọi từ Gunther trong "Exposed!") Với kinh nghiệm "đã ở đó, thực hiện" điều đó. Ông luôn luôn được nhìn thấy với trang trí mui xe yêu thích của mình đó là một chiếc móng ngựa vàng. Điều đó được thể hiện trong lần xuất hiện đầu tiên của anh tại Deststallo Con 87 rằng anh có 2 cánh tay. Đó là trên một cuộn băng trong tập "Đã bán!".
- Magnus Magnuson và Helga Magnuson: Cha mẹ của Gunther. Họ sở hữu một BMW Isetta và một nhà hàng tên là "BattleSnax" (trước đây gọi là "FD"). Họ là những người Viking, sống ở Quốc gia Bắc Âu và đã cho thấy có một tình bạn sâu sắc với Gia đình Buttowski.
- Bjørgen: Chú của Gunther. Anh ấy làm việc tại BattleSnax và anh ấy thường nói những từ có vần với tên của mình, cũng có thể nói tiếng Anh thường xuyên trong các tập sau. Anh ta là người Viking và sống ở Quốc gia Bắc Âu.
- Teena Đôi khi: Cô ấy là ngôi sao của chương trình tự đề tựa, lần đầu tiên được đề cập trong "Stumped!". Cô là một điệp viên bán thời gian và một công chúa bán thời gian. Cô ấy cũng là một ca sĩ. Câu khẩu hiệu của cô ấy là "Tôi sẽ lấp lánh bạn cho đến tuần sau" và "Đôi khi hãy xem xét bản thân!"
- Scarlett Rosetti: Cô ấy là người đóng thế đôi cho Teena trong "Teena Đôi khi." Kick đã giúp cô được công nhận bởi khả năng thực hiện các pha nguy hiểm, khiến chương trình trở nên ghen tị. Sau khi Kick được thay thế thành người đóng thế đôi, cô vẫn xuất hiện như một nhân vật riêng biệt có tên "Scarlett Letter", người hiện đang là kẻ thù của Teena.
- Hiệu trưởng Henry: Ông là hiệu trưởng của Trường tiểu học Mellowbrook, người không thích làm giấy tờ (không biết ông ghét giấy tờ đến mức nào) và không hoàn toàn bị làm phiền bởi những trò hề của Kick miễn là ông tốt nghiệp. Điều này được thể hiện rõ trong "Câu chuyện khung". Anh được lồng tiếng bởi diễn viên huyền thoại, Henry Winkler, người đã học được những lời thoại của hiệu trưởng bằng cách nhớ lại thời gian anh ở trong văn phòng hiệu trưởng trong thời thơ ấu.
- Walter: Anh ấy làm việc tại Food N Fix khi Wade đang quảng cáo, và làm việc tại một cửa hàng hoa ở Mellowbrook trong "Ngày của mẹ rất mông lung". Anh ấy cũng xuất hiện trong "Tình bạn bỏ rơi!" như một nhân viên cứu thương và trong "... Và hành động!" Là một nhà điều hành bùng nổ, nhưng anh ta được nhìn thấy trong các màu tóc khác nhau.
- Kendall Perkins: Bạn cùng lớp của Kick và Gunther, một trong những đối thủ truyền kiếp của Kick và như được tiết lộ trong "Kick or Treat", một trong những người hàng xóm bên cạnh của Kick. (lần đầu tiên cô ấy xuất hiện trong "Snowpocalypse!") Cô ấy thích học hỏi và cô ấy là chủ tịch của lớp mình (trước đây là "Vị trí bình chọn"). Tuy nhiên, cô ấy rõ ràng là rất hách dịch và có tính chiến đấu cao và được chứng minh là có rất ít bạn bè. Cô và Kick đều tuyên bố ghét nhau, mặc dù đôi lúc họ dường như thể hiện sự thích lãng mạn dành cho nhau. Kendall cũng đã được Kick hôn, trong "Box Office Blitz", có lẽ là nụ hôn đầu tiên của cô ấy và Kick. (Mặc dù, Kick đã nhanh chóng súc miệng sau khi uống đồ của Kendall.) Nụ hôn thứ hai của họ là trong "Hand in Hand", bởi Kendall, để trốn tránh Ronaldo. Cô ấy đã cho thấy trong những dịp riêng biệt rằng cô ấy thực sự có cảm tình với Kick, chẳng hạn như được tâng bốc bởi nụ hôn của Kick trong "Box Office Blitz", hoặc tìm kiếm Kick out sau khi anh ấy khen ngợi cô ấy khi anh ấy bị mất mũ bảo hiểm khi anh ấy mất mũ bảo hiểm " Để lộ ra". Sự nghi ngờ của Kendall đối với Kick được chính thức vào cuối "Bị giam giữ" khi được chứng minh rằng Kendall đã viết "I ♥ K.B." (K.B. có nghĩa là Kick Buttowski) trên tủ khóa với cây bút màu hồng yêu thích của cô. Trong "Power Play", cô mất một cái chốt cho một túi cát để khi Ronaldo bị tấn công, Kick sẽ phải đóng vai Romeo trong vở kịch. Ngoài ra, cô còn đề cập đến Kick là Clarence, tên đầu tiên của anh. Tuy nhiên, cô cũng được biết đến với biệt danh ưa thích của mình: "Kick" trong lúc nóng giận và trong khi nhảy với Kick trong "Dancing With The Enemy", điều đó cho thấy Kendall đang cười bất cứ khi nào cô chắc chắn Kick không thể nhìn thấy khuôn mặt của cô ấy Cô đã có những lần xuất hiện không nói trong "Dog Gone", "Abandon Friendship", "Kyle Be Back", "Tattler's Tale", "Gym Dandy", "Bromance", "Swap Meet", "Trash Talk", " Kyle E. Coyote "và" Tạm biệt, Gully ". Trong "Pinch Sitter" thuê mẹ của Kick cô ấy để giữ trẻ Kick và Brad.
- Ông Perkins: Cha của Kendall là một chuyên gia tính toán và xuất hiện lần đầu tiên trong "Cha từ sự thật" và lần thứ hai trong "Crumbs!", Trong khi những lần xuất hiện còn lại của ông là những vai khách mời không nói.
- Ông Vickle: Hàng xóm của Kick Kick. Một cử nhân trung niên nặng ký với tính cách nhu nhược. Anh ấy là một trong số ít những người trưởng thành không bị xáo trộn bởi hành vi của Kick, ngoại trừ sự xuất hiện của anh ấy trong "Kick the Habit" và "Nerves of Steal".
- "Wacky" Jackie Wackerman: Một cư dân mới vui tính và hiếu động của Mellowbrook. Cô bị ám ảnh bởi Kick trong lần xuất hiện đầu tiên trong "Obsession: For Kick", sau đó rình rập anh ta vì cô là "fan hâm mộ số 1" của anh ta(vì điều này mà cả Jackie, Kyle, Gunther tranh cãi nhau về việc ai là "fan hâm mộ số 1" của Kick), cũng như là chủ tịch câu lạc bộ fan hâm mộ của anh ta, v.v. Gunther yêu cô ta trong "For The love Of Gunther", mặc dù tình yêu của anh dành cho cô không được thể hiện trong bất kỳ tập nào khác. Cô là bạn học của Kick và Gunther. Cô đã xuất hiện rất nhiều trong "Kickin 'Genes", "Gym Dandy", "Detained", "Free Gunther", "Swap Meet", "Roll Reversal" và "Rocked" (khi trưởng thành).
- Glenn: Một nhân viên don dẹp của 1 cửa hàng tạp hóa mà gia đình Buttowski luôn đến mua đồ. Bất cứ khi nào Kick xuất hiện trong cửa hàng tạp hóa Mellowmart, anh chắc chắn Kick sẽ phá hỏng "cửa hàng của anh", dẫn đến rắc rối cho Glenn.
- Pantsy: Một trong những người bạn của Brad. Ông cũng là trợ lý giám đốc của Mellowbrook Megaplex và có chính sách rất nghiêm ngặt khi nói đến khách hàng quen. Anh thường đeo kính 3D. Em trai của anh là Mouth.
- Horace: Người bạn khác của Brad. Anh ta có mái tóc màu xanh lá cây che mặt, điều đó được thể hiện trong "Kicked Out" rằng anh ta không thông minh lắm.
- Mouth: Địch thủ và bạn của Kick và Gunther và bạn cùng lớp của họ có tên thật là Christopher. Anh là con trai của trợ lý bảo vệ thứ 2 tại Mellowbrook Mall và cũng là em trai của Quần. Anh ấy có kế hoạch rất nhiều và anh ấy thích chơi shuffleboard. Nó được thể hiện trong "Bị giam giữ" rằng anh ta có thể nắm giữ bất cứ thứ gì. Anh ấy thần tượng Rock Callahan cùng với Kick và Gunther (như thể hiện trong "Box Office Blitz"). Anh ấy đã xuất hiện rất nhiều trong "Dead Man's Drop", "For the Love Of Gunther", "Tattler's Tale", "Kart to Kart" và "Rocked" (khi trưởng thành).
- Huấn luyện viên Sternbeck: Huấn luyện viên cá nhân của Kick trong "Phòng tập thể dục Dandy."
- Cô Fitzpatrick: Cô giáo đá vào mặt anh, thích khoa học. Câu khẩu hiệu của cô ấy là "Mmmm-Hmmm" cũng có trên biển số xe của cô ấy. Cô thường gọi Kick Mr. Buttowski.
- Cô Chicarelli: Cô là một trong những người hàng xóm bên cạnh của Kick, người luôn chiến đấu với Kick và những đứa trẻ khác trên đỉnh cao vì đã gây ra bất kỳ sự gián đoạn nào.
- Oskar: Con chó của cô Chicarelli thích cắn mông Kick và đuổi theo anh ta. Kick và Oskar có sự ghét bỏ lẫn nhau, mặc dù trong "Dog Gone", họ thể hiện sự tôn trọng và thích nhau, và mối quan hệ anh em từ mẹ khác nhau.
- Ronaldo: Lớp của Kick và Gunther và một đối thủ khác của Kick có sự xuất hiện đầu tiên trong "Mellowbrook Drift". Một kẻ bắt nạt bị ám ảnh bởi vật lý, người gian lận trong Tri-County Cartacular bằng cách tuân theo các định luật vật lý. Áo khoác của anh ta có phần giống với bộ jumpsuit của Kick, chỉ có màu đối lập; maroon với sọc vàng xuống tay áo và một chiếc áo choàng nhỏ ở phía sau. Anh ta lảng vảng quanh một tư thế nhỏ của các mọt sách khác (mặc dù những mọt sách này không còn xuất hiện sau "Mellowbrook Drift") và đến trường Kick's. Mặc dù anh ấy không xuất hiện thường xuyên, lần xuất hiện gần đây nhất của anh ấy là trong "Goodbye, Gully". Mặc dù anh ta có mối quan hệ bí mật với Kendall Perkins trong "Frame Story" và một vài tập khác, nhưng mối quan hệ rõ ràng đã bị giảm xuống (vì Kendall đã đe dọa chấm dứt mối quan hệ nhưng không thể vượt qua nó) trong "Stand and Delivery ". Anh ấy cũng tỏ ra hơi ghen tị với Kick. Trong "Faceplant", Kendall mong muốn Ronaldo trở nên tuyệt vời và thú vị hơn như Kick. Anh ấy đã xuất hiện thêm trong "Hand in Hand", "Pool Daze", "Gym Dandy", "Bị giam giữ", Bạn đã Brad'd, "Kick hoặc Treat", "Shh!" "Trò chơi quyền lực", "Gặp gỡ trao đổi", "Vị trí bình chọn", "Bromance", "May gì", "Miệng lớn" và "Đảo ngược".
- Anh em họ Kyle: Anh em họ của Kick Buttowski là một người nhí nhảnh và cũng vô cùng lờ mờ. Trong "Kyle Be Back", anh ấy cản đường Kick từ việc thực hiện một pha nguy hiểm kỷ lục. Trong "Kyle 2.0", nó cho thấy anh ta có thể tạo ra sóng vô tuyến chỉ bằng cách ở gần nó. Tuy nhiên, điều đó cho thấy Kyle cũng là một fan hâm mộ cuồng nhiệt của Kick. Trong "Kyle E. Coyote" khi hạ gục Cheetah Chug, anh trở thành người tương đương với Road Runner với lời kêu gọi đặc trưng của "CHUG CHUG".
- Papercut Peterson: Một đô vật chuyên nghiệp đã giúp Kick đánh bại Brad trong "Drop Kick". Anh ta từng là Pile-Driver Peterson. Anh cũng đã chiến thắng Trận chiến của các ban nhạc bằng Auto-Tune. Anh ta xuất hiện trong nhiều tập phim, mặc dù không bao giờ thể hiện là một đô vật mà là một người đàn ông mất vệ sinh, cô đơn. Anh cũng hài hước thường nhắc đến Gunther như là một 'cô bé'. Anh ta có một vẻ ngoài giống như ở Quốc gia Cũ nơi Gunther và gia đình anh ta đến (như thể hiện trong "Bwar and Peace"). Mối quan hệ của anh ta với vẻ ngoài này là không rõ. Người ta cũng không biết liệu người trông này có thực sự là anh ta không. Điểm yếu: bị giấy cứa vào tay.
- Shogun Sanchez: Mẹ kế cũ của Papercut. Anh ấy đã giúp Brad đối mặt với em trai của mình cùng với chính mình. Shogun là một nửa người Mexico nhưng tóc đuôi ngựa màu đen và không có làn da rám nắng sẫm màu cho thấy anh ta cũng là người Nhật.
- Boom McCondor: Một trong những huyền thoại đóng thế hay nhất thế giới. Anh ấy đã có cuộc thi đầu tiên trong đó Kick và Brad giành chiến thắng trong "Things That Make You Go Boom!" Anh ta thường có một câu khẩu hiệu tương tự như tiếng kêu của chim.
- Emo Kid: Emo Kid là bạn học của Kick và Gunther ở trường tiểu học Mellowbrook. Anh ta mặc đồ đen và tím và tóc anh ta nhuộm một phần màu tím. Anh ta xuất hiện lần đầu tiên trong "Snowpocalypse" và được thể hiện trong "Tattler's Tale" khi anh ta trả lại những món đồ bị tịch thu của mọi người vào cuối tập phim. Anh ta được biết là có một sự ghét bỏ mạnh mẽ đối với quả cầu. Anh ấy đã xuất hiện trong nhiều tập phim. Anh ta không nói nhiều, nhưng khi anh ta nói, anh ta có một phần giọng Đông Âu hoặc Địa Trung Hải.
- Janitor Roberson: Anh ấy là người gác cổng tại Trường tiểu học Mellowbrook. Đừng nhầm lẫn với một người gác cổng khác xuất hiện trong "Frame Story".
- Hush và Razz: Chủ sở hữu của Skidzeez Ride Shop ở Mellowbrook. Chúng lần đầu tiên xuất hiện trong "Chuyển đổi bánh răng".
- Ông Skidzee: Người sáng lập cửa hàng Skidzeez Ride mà Kick thường xuyên ghé thăm. Anh ấy xuất hiện một lần trong "The Kick Stays In The Picture".
- Irwin và Mack: Cảnh sát của Mellowbrook. Xuất hiện trong "Trash Talk".
- Kelly: Bạn gái cũ của Brad, nhưng cô ấy thực sự không thích Brad, cô ấy định đuổi Brad ra, nhưng Kick dừng kế hoạch của cô ấy lại.
- Gordie Gibble: Kẻ thù của Kick có tên thật là Gordon. Một huyền thoại BMX (cũ) đã phá vỡ kỷ lục sau khi Kick giành được BMX Rodeo. Sau khi thua cuộc, anh tham gia đua xe kart và các môn thể thao khác. Anh ấy đến từ Tây Mellowbrook. Ông có một người cha giàu có như đã thấy rõ trong "Kart to Kart". Anh được lồng tiếng bởi Will Forte.
- Cặp song sinh DiPazzi: Lần đầu tiên họ xuất hiện trên "Cuộc gọi quần áo" và một lần nữa cùng với Gordon trong "Chuyển đổi bánh răng". Tên của họ là Michael Anthony và Anthony Michael. Chúng trông rất giống nhau, nhưng một con có đôi mắt khác và con kia có giọng nói khác. Cả hai đều được lồng tiếng bởi Sandro Corsaro: người tạo ra chương trình.
- Brick Bristol: Là người sáng lập chương trình Faceplant (như thể hiện trong "Faceplant"). Anh ta chặn Kick để anh ta không thể giành được giá 50.000 đô la tiền mặt. Anh ta cuối cùng trở thành nạn nhân của khóa học vượt chướng ngại vật của mình ở cuối "Faceplant".
- Rowdy Remington: Một doanh nhân sản xuất phim cho phép Kick cao lớn trong "Kickizardaus Wrecks" nhưng sự thật là anh ta muốn Kick mặc một bộ đồ tôm trong chương trình nửa thời gian bóng đá. Anh ta cũng đưa tiền cho Kick để dọn dẹp khu vườn của mình để đánh bại Gunther ngồi gần Rock Callahan trong "Mow Money".
- Tiến sĩ Awesome: Người bạn tâm giao và thú cưng tạm thời của Kick Buttowski, anh ta là một con tinh tinh trốn thoát khỏi Sở thú Mellowbrook, anh ta yêu chuối chuối như Kick và Gunther, đôi khi anh ta giận dữ, tạo dáng như Kick và đầu anh ta bị cạo giống như hoa văn trên mũ bảo hiểm của Kick.
- Rodney "Rock" Callahan: Một trong những thần tượng của Kick Buttowski và cho Gunther và Miệng. Anh ấy được thể hiện trong bộ phim Mellowbrook "Rock Callahan". Câu khẩu hiệu của anh ấy, mà Kick và Gunther thường lặp lại, là "hãy đá" mà anh ấy luôn nói sau khi nghiêng cổ về phía trước, tạo ra một âm thanh nứt vỡ. Anh tham gia các bộ phim như Rock Callahan's Zombie Motacer (trong "Box Office Blitz"), Perseus ở Pittsburgh (trong "Sleepover"), Octo-Cop (trong "Bromance") và Igneous Rock (Trong "Bị khóa")
- Jackson một mắt: Một ông già giúp Kick và Gunther giành chiến thắng trong cuộc đua với Ronaldo. Anh ta là một người lái xe kéo chuyên nghiệp cho đến khi một tai nạn đáng tiếc xảy ra ở ngã 6 của đường đua trên núi Hurtsmore, một ngã rẽ chết người trong cuộc đua xe đẩy Mellowbrook. Không rõ anh ta đã chết hay còn sống, vì anh ta đã biến mất trước Kick và Gunther một lần trong "Mellowbrook Drift" và một lần nữa trước Kick sau khi đưa tiền cho Kick sau khi cắt cỏ trong "Mow Money".
- Dead Man Dave: Một người nội trú huyền thoại đã biến mất và được cho là đã chết cho đến khi Kick phát hiện ra rằng anh ta vẫn còn sống. Đó là sau một cuộc thảo luận rằng Kick đã đồng ý giữ bí mật về việc Dave không muốn tiết lộ cho công chúng sau khi bị tuyên bố là đã chết.

## Sản xuất

### Sáng tạo
Corsaro đã tuyên bố rằng ông đã suy nghĩ về thời thơ ấu của chính mình khi ông vẽ nhân vật vào năm 2002 và sau đó bắt đầu phát triển ý tưởng cho một bộ phim truyền hình. Kick được đặt tên là Kid Knievel, và hơi khác so với tầm nhìn ban đầu của bản thân. Anh nhỏ hơn nhiều. Anh ta có những ngôi sao màu xanh trên mũ bảo hiểm và sọc xanh trên quần áo trong sự tôn kính rõ ràng với Evel Knievel. Nhiều nhân vật và địa điểm hài hước của chương trình được lấy cảm hứng từ quê hương Stoneham, Massachusetts của Corsaro.

### Phát triển
Kick Buttowski: Suburban Daredevil  đã được sản xuất vào ngày 19 tháng 12 năm 2008. Tên ban đầu là  Kid Knievel . Tiêu đề đã được đổi thành  Kick Buttowski  vào ngày 4 tháng 4 năm 2009. Đầu tháng 12 năm 2009, thông báo rằng bộ phim sẽ ra mắt vào ngày 13 tháng 2 năm 2010, chính xác một năm sau khi Disney XD ra mắt và ra mắt loạt phim gốc đầu tiên,  Aaron Stone . Điều phối viên đóng thế của loạt phim là Robbie Knievel, con trai của Evel Knievel.

### Thí điểm sê-ri
Phi công được viết và phát triển bởi Devin Bunje và Nick Stanton, người cuối cùng đã rời khỏi dự án để làm việc cho một loạt Disney XD khác,  Zeke và Luther . Phi công sau đó được chia thành hai tập đầu tiên của loạt phim, "Dead Man's Drop" và "Stumped".

## Số tập
| Mùa | Mùa | Segments | Số tập | Số tập | Phát sóng gốc       | Phát sóng gốc        |
| Mùa | Mùa | Segments | Số tập | Số tập | Phát sóng lần đầu   | Phát sóng lần cuối   |
| --- | --- | -------- | ------ | ------ | ------------------- | -------------------- |
|     | 1   | 40       | 20     | 20     | 13 tháng 2 năm 2010 | 25 tháng 11 năm 2010 |
|     | 2   | 64       | 32     | 32     | 30 tháng 4 năm 2011 | 2 tháng 12 năm 2012  |

## Sự tiếp nhận tự khán giả
Tập thử nghiệm "Dead Man's Drop / Stumped" đã được xem bởi 842.000 người xem, bộ phim được đánh giá cao thứ hai trong lịch sử của Disney XD. Tập thứ hai, "Nếu sách có thể giết / sẽ có Nachos" được 972.000 người xem.

## Phương tiện truyền thông
Kick Buttowski: Siêu liều ngoại ô đã được phát sóng vào mùa thu năm 2009, nhưng Disney tuyên bố sẽ phát sóng vào tháng 2 năm 2010. Chương trình ra mắt trên Disney XD vào ngày 13 tháng 2 năm 2010 lúc 8:30 sáng giờ ET. Lén liếc và quảng cáo đã được hiển thị trên Disney XD, DisneyXD.com và Disney Channel. Bộ phim sẽ được phát sóng vào sáng thứ bảy hàng tuần lúc 8:30 sáng theo ET XD. 
Vào ngày 2 tháng 4 năm 2010, bộ phim được phát sóng lần đầu tiên trên Disney Channel dưới dạng một bài thuyết trình đặc biệt với tập phim "Nỗi ám ảnh: Dành cho Kick / Flush và Phát hành" như một phần của cuộc thi marathon "Nhận hoạt hình". Một bài thuyết trình khác đã được trình chiếu trên Disney Channel vào ngày 22 tháng 5 năm 2010 với ba tập. Vào ngày 18 tháng 6 năm 2011, Kick Buttowski đã được chuyển đến một vị trí và tại chỗ trên Kênh Disney với sự hợp nhất của nó vào Thứ bảy của Toonin, bộ phim hoạt hình sáng thứ bảy mới của Disney Channel.
Chương trình được phát sóng tập cuối vào ngày 2 tháng 12 năm 2012. Sau khi bộ phim kết thúc, các chương trình phát lại của chương trình được phát sóng trong suốt những năm trên Disney XD từ 2012 đến 2015. Vào ngày 2 tháng 1 năm 2016, chương trình một lần nữa phát sóng các chương trình phát lại của nó trên Disney XD Thứ Ba đến thứ Sáu, nửa đêm lúc 1:00 sáng đến 2:00 ET.

## Diễn viên lồng tiếng

### Nhân vật chính
- Charlie Schlatter - Clarence "Kick" Buttowski
- Matt Jones - Gunther Magnuson
- Daniel Cooksey - Bradley "Brad" Mông
- John DiMaggio - Ông Vickle, Tiếng nói bổ sung
- Jeff Bennett - Billy Stumps, Mall Cop, Tiếng nói bổ sung
- Eric Christian Olsen - lội
- Grey DeLisle - Brianna môngowski, tiếng nói bổ sung
- Brian Stepanek - Harold "Harry" Mông
- Kari Wahlgren - Mật ong mông
- Emily Osment - Kendall Perkins
- Maria Bamford - Jackie Wackerman
- Clancy Brown - Magnus Magnuson
- Winchell tháng tư - Helga Magnuson
- Richard Steven Horvitz - Miệng
- Dwight Howard - Rock Callahan
- Roz Ryan - Cô Fitzpatrick
- Sandro Corsaro - Anthony Michael DiPazzi, Michael Anthony DiPazzi, Tiếng nói bổ sung
- Harland Williams - Quần lót

### Diễn viên định kỳ
- Jessica DiCicco - Penelope Patterson
- Mindy Sterling - Cô Chicarelli
- James Arnold Taylor - Jock Wilder
- Susanne Blakeslee - Thủ thư, Bà Rosie
- Greg Cipes - Horace, Emo Kid
- Brian Doyle-Murray - Glenn
- Simon Helberg - Ronaldo
- Tom Kenny - Anh em họ Kyle
- Carlos Alazraqui - Shogun Sanchez, Hiệu trưởng đối thủ, Amigo Grande
- Henry Winkler - Hiệu trưởng Henry
- Tony Hawk - Ôm
- Will Forte - Gordie Gibble
- Skai Jackson - Madison
- Doug Brochu - Abbie
- Daniel Jacobs - Bjorgen, Rowdy Remington
- Fred Tatasciore - Người đi rừng

### Khách mời đặc biệt
- Jeffrey Tambor - Trưởng phòng thực phẩm 'n' Fix trong "Wade Against the Machine"
- Adam Carolla - Jackson một mắt trong "Mellowbrook trôi"
- Leigh Allyn Baker - Sally trong "Kyle Be Back" và "A Cousin Kyle Christmas"
- Alyssa Milano - Scarlett Rosetti trong "Và... Hành động!"
- Tiffany Thornton - Đôi khi Teena trong "Và... Hành động!"
- Ed O'Neill - Ông nội mông trong "Sự thật hay sự liều lĩnh"
- Fergie - Tháng 4 trong "Bromance"
- Jim Parsons - Larry Wilder trong "Trại tự nhiên của Jock Wilder's"
- Joanna Garcia - Shannon trong "Pool Daze"
- Emmanuelle Chriqui - Kelly trong "Tình yêu hôi thối!"
- J.B. Smoove - Thanh tra Finecomb trong "Dude, Wade của tôi đâu?" và "Giữ bình tĩnh"
- David DeLuise - Người chết Dave trong "Tàu lượn siêu tốc của người chết"
- Debbie Reynold - Mary Van Der Deth trong "Kick or Treat"
- Brian Van Holt - Boom McCondor trong "Những điều khiến bạn bùng nổ!"
- Dick Vitale - Thị trưởng của đất nước cũ trong "Bwar and Peace"
- Rico Rodriguez - Luigi Vendetta trong "Luigi Vendetta"
- Jay Harris - Brick Bristol trong "Faceplant!"
- Michael Wilbon - Sĩ quan Mack trong "Nói chuyện rác"
- Tony Kornheiser - Sĩ quan Irwin trong "Trash Talk" và "Bad Car-ma"
- John Henson - Chuck Glarman trong "Trash Talk"
- Carl Edwards - Bộ ly hợp Eddie trong "Kart to Kart"
- Nestor Carbonell - Javier trong "Bee Awesome!"
- Mark Cuba - Ông Gibble trong "Tạm biệt, Gully"
- Tony Reali - "Người tối tăm" trong "Rocked"
- Mike Golic - Huấn luyện viên Sternbeck trong "Phòng tập thể dục Dandy"